# KGF (fattore di crescita)
Il KGF, sigla di keratinocyte growth factor ("fattore di crescita dei cheratinociti" in inglese), è il fattore di crescita che regola la proliferazione e il differenziamento dei cheratinociti dell'epidermide garantendo quindi una notevole capacità di rinnovamento e la riparazione del tessuto epidermico.